# Moyahua de Estrada
Moyahua de Estrada è una municipalità dello stato di Zacatecas, nel Messico centrale, il cui capoluogo è la località omonima.
Conta 4.563 abitanti (2010) e ha una estensione di 540,72 km².
La prima parte del nome di questa località significa zanzara della quercia in lingua nahuatl, mentre la seconda parte è dedicata a Enrique Estrada, generale nel periodo della Rivoluzione messicana, che era nato proprio in questo paese.